# Маркес Луго, Рафаэль
Рафаэль Маркес Луго (исп. Rafael Márquez Lugo; родился 2 ноября 1981 года в Мехико, Мексика) — мексиканский футболист, нападающий. Выступал за сборную Мексики.

## Клубная карьера
Маркес Луго дебютировал в «УНАМ Пумас» в Апертуре 2000 года, один раз выйдя на замену. В течение следующих двух лет Рафаэль играл редко из-за высокой конкуренции. За время проведенное в составе «пум», он сыграл 38 матчей и забил 9 голов. В 2003 году Маркес Луго перешёл в «Хагуарес Чьяпас», но и в новой команде не добился особого успеха, всего 3 гола в 31 матче. По окончании сезона он присоединился к «Монаркас Морелия». В рядах «персиков», Рафаэль вырос в настоящего бомбардира. В Клаусуре 2003 он забил 7 голов в 13 матчах, в Апертуре 2004 отличился 11 раз в 16 играх, а в Клаусуре 2005 добавил ещё 6 мячей.
11 июня 2007 года Маркес Луго вместе с партнером по команде Луисом Рейем, были отданы в аренду в «Пачуку». 4 августа в матче против «Эстудиантес Текос» Рафаэль забил свой первый гол за новую команду.
В начале 2008 года Луго перешёл в «Эстудиантес Текос». 26 января в поединке против «Гвадалахары» он забил свой первый гол за «текос». По окончании сезона Рей и Маркес Луго вновь были отданы в аренду в «Пуэблу». Тренеру Луису Сола они оказались не нужны, и Рафаэль отправился в аренду в столичную «Америку». 27 июля в матче против «Сантос Лагуна» Луго дебютировал за команду из Мехико. 22 сентября в поединке против «Атланте» он забил свой первый гол за «Америку». В начале 2009 года Луго перешёл в «Атланте». 18 января в матче против «Толуки» он дебютировал за клуб из Канкуна, заменив во втором тайме Джанкарло Мальдонадо. 8 марта в поединке против своего бывшего клуба «Америки» Рафаэль забил свой первый гол за «Атланте».
Летом 2010 года Луго на правах аренды вернулся в «Монаркас Морелия». По итогам сезона он стал лучшим бомбардиром команды, забив 15 мячей в 39 матчах. Руководство персиков предложило ему однолетний контракт. Летом 2012 года Рафаэль перешёл в «Гвадалахару». 22 июля в матче против «Толуки» он дебютировал за новый клуб. В этом же поединке Луго забил свой первый гол за «Гвадалахару». В 2014 году контракт Рафаэля закончился и он стал свободным агентом.

## Международная карьера
В 2004 году в составе олимпийской сборной Мексики Рафаэль принял участие в Олимпийских играх в Афинах. На турнире он сыграл в матчах против Мали, Южной Кореи и Греции. В поединке против греков Маркес забил один из голов.
В 2005 году Луго попал в заявку на участие в Кубке Конфедераций. На турнире он сыграл в матчах против Германии. В том же году Рафаэль принял участие в розыгрыше Золотого кубка КОНКАКАФ. На турнире он сыграл в матчах против сборных ЮАР, Ямайки и Колумбии.
В 2011 году Рафаэль был вызван в сборную Мексики для поездки на Кубок Америки в Аргентину. На турнире он принял участие в матчах против Перу, Чили и Уругвая.
В 2013 году Луго во второй раз принял участие в Золотом кубке КОНКАКАФ. На турнире он сыграл в матчах против Канады, Тринидада и Тобаго, Мартиники и дважды Панамы.

### Голы за сборную Мексики
| #   | Дата           | Место                  | Противник | Счёт | Результат | Соревнование      |
| --- | -------------- | ---------------------- | --------- | ---- | --------- | ----------------- |
| 01. | 25 января 2012 | Релайант, Хьюстон, США | Венесуэла | 2:1  | 3:1       | Товарищеский матч |

## Достижения
Командные
 «Пачука»
- Североамериканская суперлига — 2007

 «Атланте»
- Лига чемпионов КОНКАКАФ — 2008/2009

 «Монаркас Морелия»
- Североамериканская суперлига — 2010